# Логор Цапраг
Логор Цапраг је био усташки концентрациони логор близу Сиска, где су у почетку углавном довођени свештеници Српске православне цркве и чланови њихових породица, а касније и остали Срби, који су депортовани у Србију. Логор је постојао од јула до септембра 1941. године. На место протераних српских свештеника постављани су римокатолички свештеници довожени из Словеније. Заповедник логора у Сиску и Цапрагу био је Љубомир Шешеглија.
Протеривање свештеника СПЦ из НДХ први пут је забележено на седници немачких и хрватских представника 4.6.1941. у Загребу. Том приликом говорило се да је то реципроцитет за римокатоличке свештенике који ће бити протерани из Словеније у Хрватску. Потом је Државно равнатељство за понову (НДХ) формирало 2.7.1941. Одбор за пресељење православних свештеника у Србију. Одбор је, убрзо, свим локалним органима власти послао специјални допис са наредбом за хапшење православних свештеника. Истом наредбом тражили су довођење свештеника у припремљени сабирни и исељенички логор Цапраг. У почетку је било планирано стварање само једног сабирног и исељеничког логора, али су касније створена још два сабиралишта: Даница код Копривнице и Славонска Пожега. Хрватске власти су 9.7.1941. расписом тражиле од својих подређених органа и тачне податке о броју свештеника СПЦ. Хапшење православних свештеника се одвијало у периоду 9-11.7.1941. и није успело у потпуности. Пошто се вест прочула, на молбу Милана Недића, немачка команда је интервенисала, па је група свештеника са породицама пребачена у Србију. Преостали су ухапшени и интернирани у логоре у Цапрагу и Сиску.
За хрватске планове о хапшењу и протеривању свих православних свештеника из НДХ дознали су и немачки официри у Загребу. О томе су разговарали и са надбискупом Алојзијем Степинцем и он ми је потврдио да он и римокатоличка црква то одобравају. Први транспорт ка Београду кренуо је 17.7.1941. године.
Хапшење и интернирање свештеника у логоре поновило се 9.8.1941. године. Истовремено је наређено да се свим преосталима забрани свако даље чинодејствовање. Та наредба требало је да буде круна свих казни које су се односиле на СПЦ у НДХ. У међувремену, многи свештеници побијени су на разне начине и на разним стратиштима, а још више их је похапшено и затим пресељено у Србију.
У близини Сиска 5 км удаљен од вароши налазио се логор Цапраг у коме је био смештен приличан број Срба, а неко време и сви православни свештеници, који су после отуда пребачени у Србију. Логор се састојао из једне бараке и два војничка магацина , а све три зграде су биле ограђене жицом. Магацини су били једнаки и прилично пространи, а имали су приземље и два спрата. На бетонираном поду била је прострта слама; у свакој просторији могло је спавати 250 особа, једна до друге. Са три стране логора, на направљеним узвишењима били су постављени стражари са митраљезима, окренутим логору. Извесно време логор је имао око 2.000 душа, међу којима је било 270 свештеника. “У логору је живот био врло тежак. Бараке тесне нехигијенске, подизане за смештај стоке или муниције а не за становање људи. Нарочито се много патило од несташице воде, од велике тескобе од недостатака клозета и употребе истих. Поступак је био суров, дрзак и изазивачки… У строј! Та немила и узнемиравајућа наредба сваки час је одјекивала логорским кругом. Често смо ручак а увек онај мали одмор после ручка , морали да напустимо и да трчимо у строј, где су намргођене усташе чекале и распоређивале партију за рад“. Један група дотераних свештеника заноћила је прву ноћ у дворишу на ледини. Један учесник је то овако описао:
„Ноћ већ пада увелико. У ноћној тмини изчезавају и губе се лица у дворишту, али зао још јаче и језовитије чују се уздаси изнемоглих стараца, плач нејаке деце и шапат забринутих и преплашених жена. Уморни, изнемогли и поспани падамо по дворишту; ко има пртљаг на пртљаг ко нема на земљу у прашину. Где с еко затекао ту и пада да преноћи прву ноћ пред вратима цапрашког логора. Ја са својима затекох се на месту које је по свом изгледу било одређено за башту летњега поврћа али сугурно због ратних догађаја остало неподрљано и непосејано. На те преврнуте и неподрљане бразде спустих уморно и изнемогло моје тело. Печене на сунцу и учвршћене жилицама проклијале траве, бразде жуљиле су и боле као клинови из дрљаче. Један бусен који ми је сметао, ишчупах и сатвих под главу, кроз ноћну тишину чује се плач и псика деце, тића наших избачених из топла гнезда свога. Преда мном се грчи и преврће ћерка моја, на голе и тврде бразде лежећи. Гледам је а срце ми се цепа. Ноћна влага и јутарња роса натапа и кваси капут мој, једини покривач наш, а суза моја натапа, кваси и умекшава бусен мој под главом, једино узглавље моје….“
Сви мушкарци без разлике, а нарочито свештеници , морали су да раде најтеже физичке послове, Једни су градили улицу кроз Цапраг, која је називана „поповска улица“ или по речима мештана „влашких попа цеста“, други су копали јаме за бетонске диреке, довлачили диреке, намештали и ограђивали жицом, трећи крчили трње и коров на великом војном вежвбалишту, четврти прекопавали и чистили јендеке. Овај целокупни рад обављао се изван логорског круга, и свештеници су, идући на рад носили потребан алат на рамену, ако будаке мотике, пијуке, лопате, секире виле итд. Увек су их пратиле наоружане усташе. Унутар у логорском кругу , свештеници су цепали и носили дрва, прали казане, чистили клозете итд. Рад је био за све обавезан , нису га били поштеђени ни најстарији свештеници. Пошто је у логору било и осталог српског живља нарочито сељака усташе су се старале да свештеницима пред њиховом паством нанесу што више увреда и понижења. Терали су их да упрегнути у кола вуку земљу; да рукама чисте ђубре и слично. Морали су да раде и свим празницима осим недеље. Извесно време најстарији свештеници били су поштеђени рада. Међутим 26. јуна 1941. године у суботу увече сакупило се неколико свештеника и отпевало неколико црквених песама. Сутрадан је издата наредба да ниједан свештеник, без обзира на године старости не може бити ослобођен рада. Затим су позвани најстарији свештеници и наређено им је да једну повећу гомилу камења преместа са једног места на друго. Сутрадан рано изјутра сви свештеници су морали да изнесу ствари из бараке, да избаце сву салму, бараке орибају, унесу нову сламу и простру, а стару однесу на одређено место, логор лепо да почисте и покупе сваку сламку. Затвореници су често кажњавани и за најмању ситницу, а више пута и безразложно. И свештеници су кажњавани казнама истим као и остали затвореници. Најобичније и најтеже казне биле су батине, особито ударци кундаком, или цеви од пушке у леђа или ребра, затим затварање у жицу, везивање за дирек постављен у кругу итд. „Онога који је кажњен ухвате за врат , за руке за ноге, немилосрдно га вуку по земљи и усправљају уз дирек. Подижу га уз дирек тако да само прстима од ноге дохвата земљу. Руке му вежу на леђа и стежу за дирек . Остављају га тако да виси на жеги јулског сунца, по пола сата или колико је осуђен. А казне су се извршавале обично у подне, када се партије враћају са рада, те смо сви у кругу да бисмо могли то гнусно дело гледати.
Друга врста казне била је затварање у један мали простор „од неколико квадратних метара, ограђен бодљикавом жицом у коме „је кажњеник или кажњеница морао провести од 2-10 сати стојећи на сунцу без хране и воде“.
Неке су вешали за ноге тако да им је глава висила, и у истом положају су их све док им крв не би ударила на нос и уста, то се звало „вешање на стуб“. Исто тако су читаве групе морале да за казну , лежу и дижу се по 45 пута узастопце; „Лези! Диг се!“ Поред физичких казни усташе су затворенике мучили и душевно, а нарочито женски свет и децу. Ноћу би често припуцали из пушака и митраљеза, тобоже бранећи се од напада четника. Затим би дотрчали пред бараке претећи да ће ако се чује и најмањи шум одмах пуцати унутра. Може се замислити какав је утисак то морало оставити на жене и децу. Храна је била и рђава и недовољна, али у поређењу са другим логорима , исхрана у Цапрагу и Лабор-Граду била је најбоља. Лабор-Град се налазио под управом Немаца.
У логору у Цапрагу где су смештени свешеници и њихове породице „није се могло ништа склонити, јер су усташе приликом претреса све превртали, цепали капуте, завиривали у нос, у уши скидали прстење и сатове, извлачили минђуше из ушију. „Приликом прегледа у Цапрагу“ каже један други свештеник „за преглед женских има чак и бабица“. Људима завирују у нос и уста и скидају их до голе коже“.
У логору у Цапрагу поридила се жена свештеника Ђуре Шарца. По нардеби усташа дете је крштено у католичкој цркви и дато му је име Анте.
Командант логора у Цапрагу позвао је једног дана Бањалучане затворенике у логору и рекао им да ће се вратити својим кућама и да ће им се надокнадити све што им је одузето ако пређу у католицизам. Сви су једногласно одбили понуђено и одговорили да радије желе да их пребаце у Србију.
Велики број католичких свештеника се врло рђаво понео према својој браћи у Христу, православним свештеницима, исмевали су их грдили и вређали . Поред логора у Цапрагу , где су се православни свештеници налазили у интернацији радећи понижавајуће послове, прошао је воз са католичким свештеницима. Видећи српске свештенике како се муче и зноје на јулској припеци „почели су им се грохотно смејати“.
Након престанка депортација логор је ликвидиран.